# Eugenio del Hoyo Manjón
Eugenio del Hoyo Manjón (Villayuda, avui integrat a Burgos, 1867 - Barcelona, 1909) fou un dels afusellats pels fets de la Setmana Tràgica. Havia estat membre de la guàrdia civil (1891-1908), i entrà en el cos de guàrdies de seguretat de Barcelona poc abans de l'inici de la Setmana Tràgica. Era de baixa de malaltia, però el 28 de juliol va disparar contra una patrulla de soldats des d'un balcó dels carrers Arc del Teatre i Montserrat. Tot i que no va ferir ningú ni fou un líder destacat, fou jutjat en un consell de guerra i condemnat a mort sota l'acusació de rebel·lió militar. Fou afusellat al Castell de Montjuïc el 13 de setembre de 1909.